# Shimosa (provincie)

Kaart met de voormalige Japanse provincies (1868) met Shimōsa in het rood

Shimōsa  (下総国, Shimōsa no kuni) is een voormalige provincie van Japan, gelegen in de huidige prefectuur Chiba. Shimōsa lag naast de provincies Musashi, Shimotsuke, Kazusa en Hitachi. De naam Shimōsa, laag-Fusa, is afgeleid van de voormalige provincie Fusa.

## Districten
- District Katsushika
- District Sōma
- District Chiba
- District Inba
- District Habu
- District Katori
- District Kaijō
- District Sōsa
- District Yūki
- District Sashima
- District Toyoda
- District Okada

Aki · Awa (Kanto) · Awa (Shikoku) · Awaji · Bingo · Bitchu · Bizen · Bungo · Buzen · Chikugo · Chikuzen · Chishima · Dewa · Echigo · Echizen · Etchu · Fusa · Harima · Hi · Hida · Hidaka · Higo · Hitachi · Hizen · Hoki · Hyuga · Iburi · Iga · Iki · Inaba · Ise · Ishikari · Iwaki (718) · Iwaki (1868) · Iwami · Iwase · Iwashiro · Iyo · Izu · Izumi · Izumo · Kaga · Kai · Kawachi · Kazusa · Keno · Kibi · Kii · Kitami · Koshi · Kozuke · Kushiro · Mikawa · Mimasaka · Mino · Musashi · Mutsu · Nagato · Nemuro · Noto · Oki · Omi · Oshima · Osumi · Owari · Rikuchu · Rikuzen · Riukiu · Sado · Sagami · Sanuki · Satsuma · Settsu · Shima · Shimōsa · Shimotsuke · Shinano · Shiribeshi · Suo · Suruga · Suwa · Tajima · Tamba · Tane · Tango · Teshio · Tokachi · Tosa · Totomi · Toyo · Tsukushi · Tsushima · Ugo · Uzen · Wakasa · Yamashiro · Yamato · Yoshino